# Veľké Ozorovce
Veľké Ozorovce (em húngaro: Nagyazar) é um município da Eslováquia, situado no distrito de Trebišov, na região de Košice. Tem 13,77 km² de área e sua população em 2018 foi estimada em 761 habitantes.

## Demografia
| Ano:        | 1994 | 2004    | 2014   | 2024   |
| ----------- | ---- | ------- | ------ | ------ |
| Broj ljudi: | 587  | 715     | 758    | 731    |
| Razlika:    |      | +21,80% | +6,01% | -3,56% |

| Ano:               | 2023 | 2024   |
| ------------------ | ---- | ------ |
| Número de pessoas: | 736  | 731    |
| Diferença:         |      | -0,67% |